# Cantharellus minor
Cantharellus minor é uma espécie de fungo pertencente à família Cantharellaceae.

## Galeria

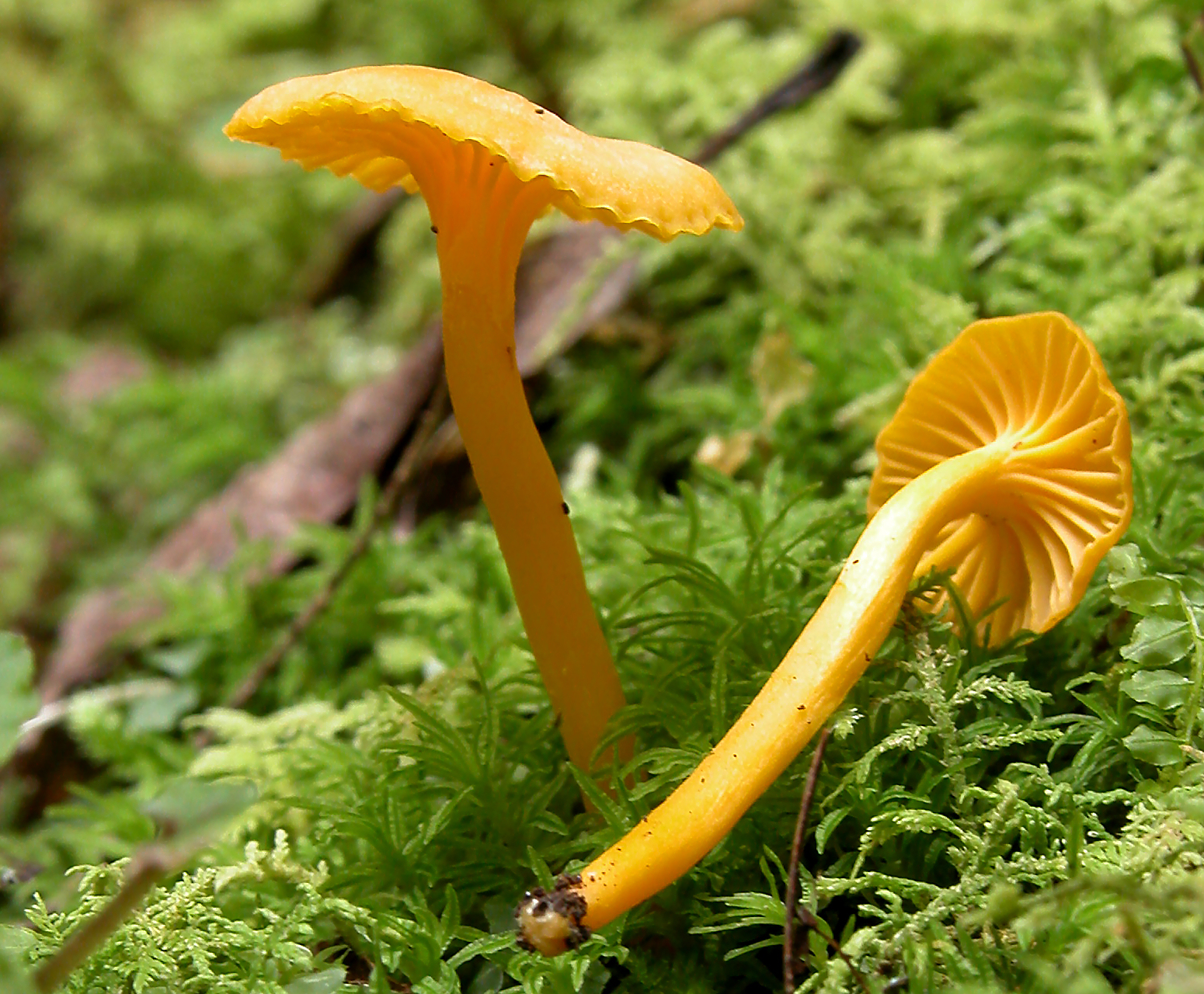
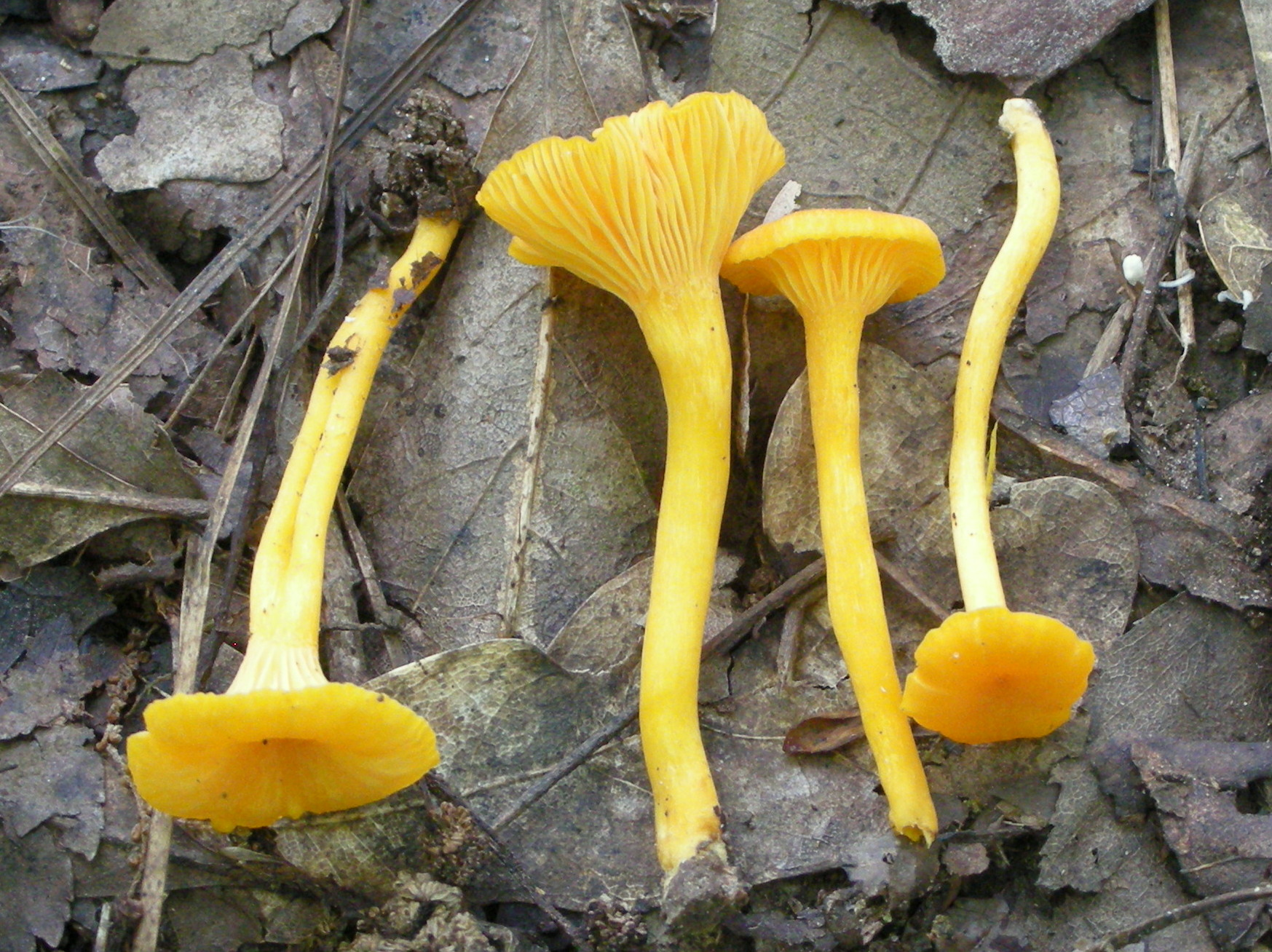
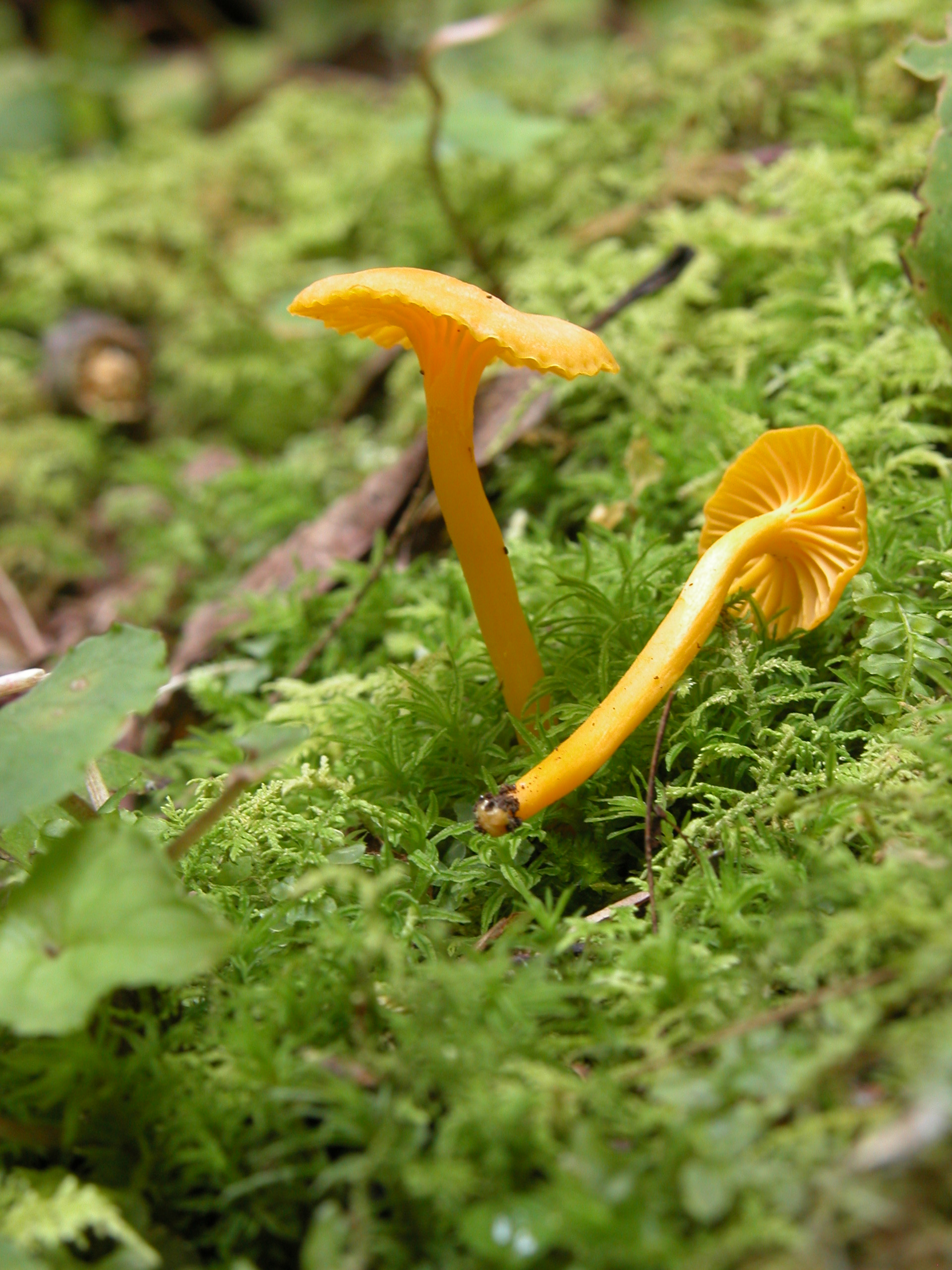
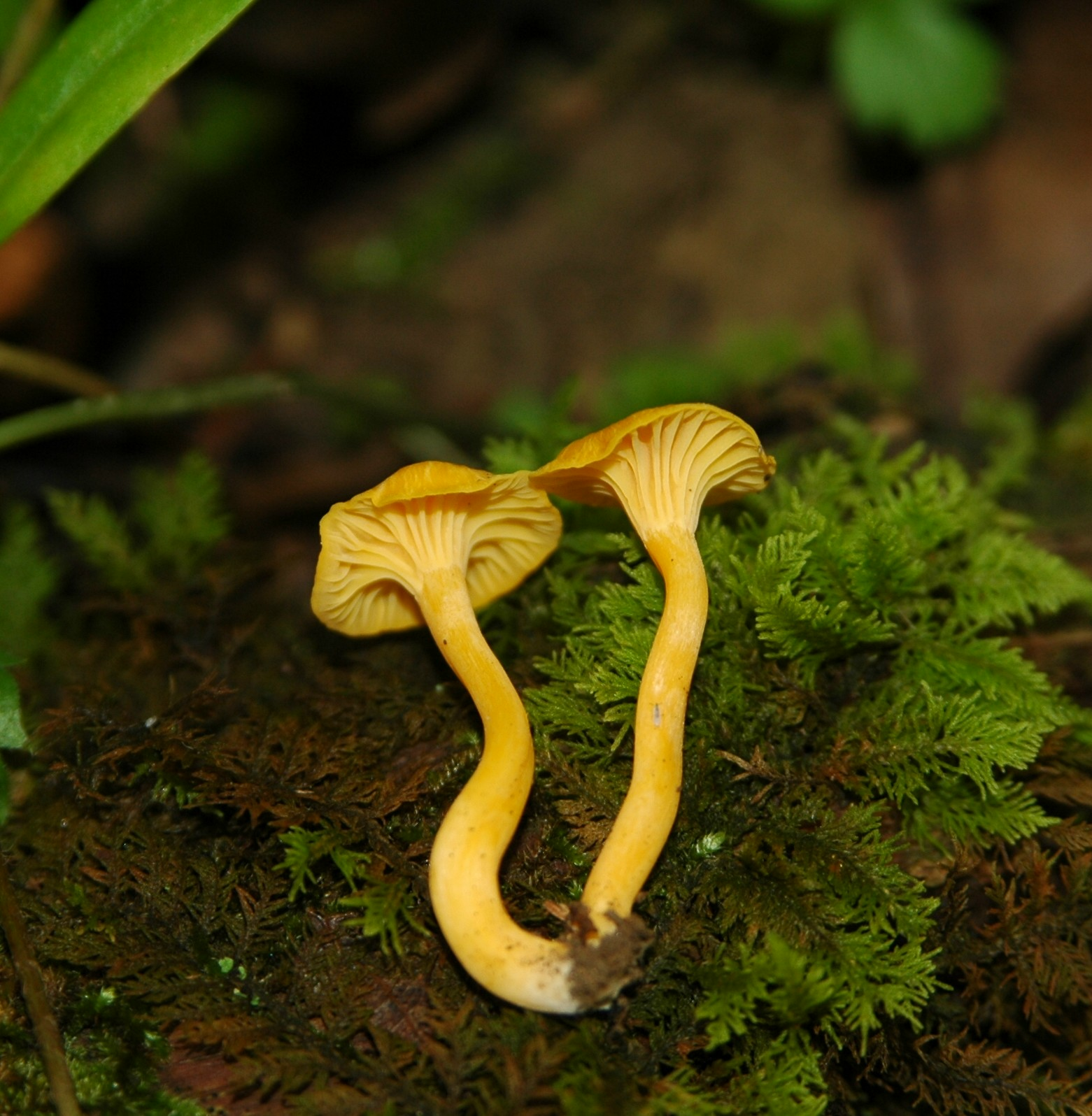